# Чжи-нюй

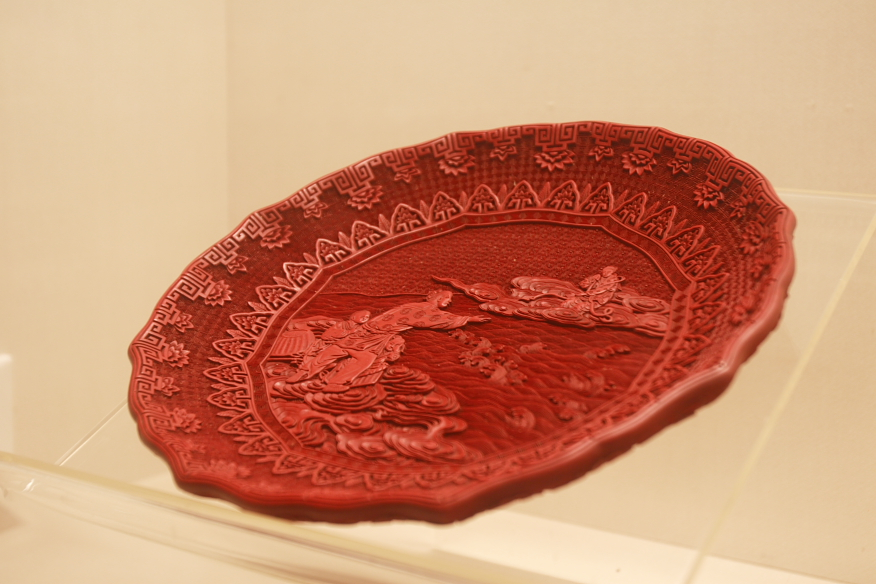
Изображение Чжи Нюй и Ню Лана с детьми

Чжи-нюй (кит. трад. 織女, упр. 织女, пиньинь zhī nǚ; «ткачиха») в древнекитайской мифологии богиня — покровительница ткачей, дочь Тянь-ди («небесного правителя»), ассоциировавшаяся со звездой Ткачихи (Вега) из созвездия Лиры. Первое упоминание о ней содержится в оде «Великий Восток» из «Ши-Цзина» («Книги песен», XI—VII вв. до н. э.). Предания о Чжи-нюй, впервые зафиксированные в сочинениях III—V вв. н. э., бытуют в народе и по сей день. Основное содержание древнейших версий сводится к следующему: Чжи-нюй трудилась круглый год в небесном дворце и ткала из облаков небесную парчу. Отец пожалел её и выдал замуж за Ню-лана («волопаса»), который ассоциировался со звездой Пастуха (Альтаир) из созвездия Орла. После замужества Чжи-нюй перестала ткать. Тянь-ди рассердился, приказал ей вернуться в отчий дом и впредь разрешал видеться с мужем лишь раз в году — 7-го числа 7-й луны. Мужа её он поселил на другом берегу Небесной реки (Тяньхэ) — Млечного Пути. В назначенный день со всего света слетались сороки и образовывали мост через Небесную реку из своих хвостов, где и встречались Волопас и Ткачиха. 
С древних времён 7-й день 7-й луны (七夕, Qi Xi) считался днём встречи влюблённых. По примеру китайцев, его отмечают и в Японии, где 七夕 читается как Танабата.
В поздних версиях этот сюжет разрабатывается в духе волшебной сказки. В поздней народной мифологии Чжи-нюй почиталась как богиня — покровительница ткачей. Образ Чжи-нюй чрезвычайно популярен в китайской литературе (особенно в поэзии).